# Волошин Іван Андрійович
Волошин Іван Андрійович (1925 — 11.10.1943) — учасник Радянсько-німецької війни, стрілець 6-ї стрілецької роти 2-го стрілецького батальйону 212-го гвардійського стрілецького полку 75-ї Бахмацької двічі Червонозоряної ордена Суворова гвардійської стрілецької дивізії 30-го стрілецького корпусу 60-ї Армії Центрального фронту, Герой Радянського Союзу (17.10.1943), гвардії червоноармієць.

## Біографія
Народився в 1925 році в селі Кирсаново, Горьківський район Омської області, РФ.
В 1935 році родина переїхала до радгоспу «Восток» (зараз Топкинський район Томської області, РФ). Волошин закінчив семирічну школу, працював у радгоспі.
В армію був призваний у лютому 1943 року Топкінським райвійськкоматом і направлений в Кемеровське піхотне училище. У серпні 1943 року курсантів без присвоєння звання передали до Діючої армії. З 4 вересня 1943 року стрілець 6-ї стрілецької роти 2-го стрілецького батальйону 212-го гвардійського стрілецького полку 75-ї Бахмацької двічі Червонозоряної ордена Суворова гвардійської стрілецької дивізії.
Особливо відзначився при форсуванні ріки Дніпро та утриманні плацдарму на північ від Києва у вересні 1943 року. 23 вересня 1943 року у складі взводу молодшого лейтенанта Г. Г. Яржина форсував Дніпро в районі села Ясногородка Вишгородського району Київської області. Брав участь у захопленні пароплава «Миколаїв» і баржі з військово-інженерним вантажем. У бою за село Ясногородка знищив 17 фашистів.
Указом Президії Верховної Ради СРСР від 17 жовтня 1943 року за мужність і героїзм проявлені при форсуванні Дніпра і утриманні плацдарму гвардії червоноармійцю Волошину Івану Андрійовичу присвоєне звання Героя Радянського Союзу з врученням ордена Леніна і медалі «Золота Зірка».
І. А. Волошин не встиг дізнатися про присвоєння звання Героя. Він загинув в бою за визволення правобережної України 11 жовтня 1943 року, імовірно, на території Вишгородського району Київської області. Місце поховання невідоме.

## Нагороди
- медаль «Золота Зірка» №---- (17 жовтня 1943)
- Орден Леніна

## Пам'ять
- В навчальному центрі Сухопутних військ Збройних сил Україны «Десна» встановлено бюст Героя.